# Al-Hamul
Al-Hamul (arab. الحامول) – miasto w Egipcie, w muhafazie Kafr asz-Szajch. W 2006 roku liczyło 51 209 mieszkańców.